# Carlo Minnaja
Carlo Minnaja (19 mars 1940 -) est un espérantiste italien.

## Biographie

### Jeunesse
Carlo Minnaja nait le 19 mars 1940 à Rome, de Luigi Minnaja (eo), fonctionnaire ministériel et de Carolina Minio-Paluello, enseignante de mathématiques. De 1946 à 1958, il étudie à Rome jusqu’à obtenir son diplôme dans un lycée classique de Rome. De 1958 à 1963, il étudie à l’Université de Pise avant d’obtenir un doctorat en mathématiques. Il fait un postdoctorat en analytique à l’École normale supérieure de Pise (SNS) jusqu’en 1965.

### Espéranto
Ses parents parlant tous deux l’espéranto, Carlo Minnaja est un espérantophone natif. En 1957, il reçoit un diplôme lui permettant d’enseigner l’espéranto de l’institut italien d’espéranto.